# ابنه
اَبِنِه ((به فرانسوی: Abéné) روستایی در کشور سنگال است که در ناحیه زیگینچور واقع شده و طبق سرشماری سال ۲۰۰۲ میلادی، ۱٬۹۳۵ نفر جمعیت داشته‌است.